# Liste der Senatoren der Vereinigten Staaten aus Georgia
Die Liste der Senatoren der Vereinigten Staaten aus Georgia führt alle Personen auf, die jemals für den Bundesstaat Georgia dem US-Senat angehört haben, nach den Senatsklassen sortiert. Dabei zeigt eine Klasse, wann dieser Senator wiedergewählt wird. Die Senatoren der class 2 wurden im November 2020 wiedergewählt, die Wahlen der Senatoren der class 3 fanden zuletzt im Jahr 2022 statt.

## Klasse 2

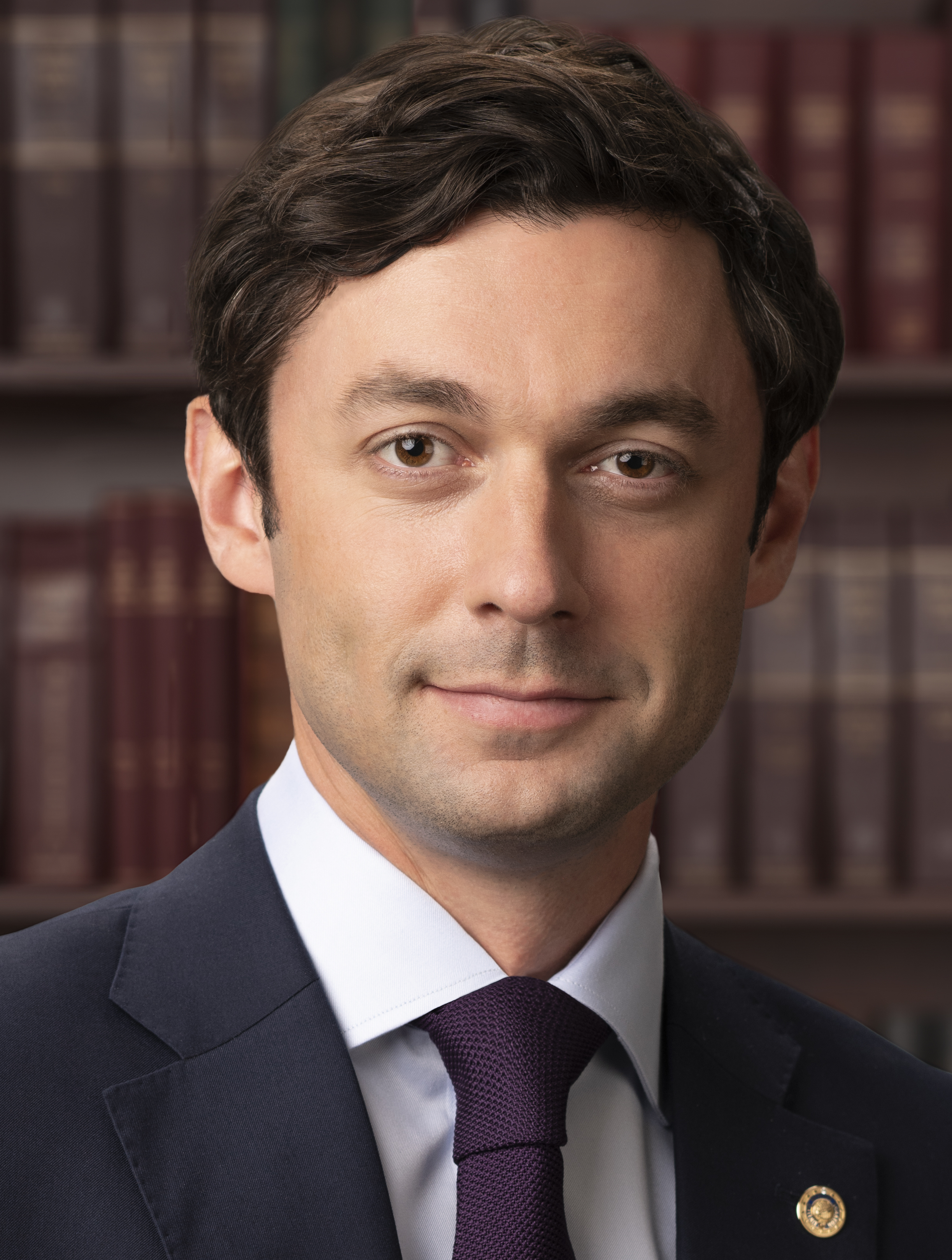
Jon Ossoff

Georgia ist seit dem 2. Januar 1788 US-Bundesstaat und hatte bis heute 38 Senatoren der class 2, von denen einer, George Troup, zwei nicht unmittelbar aufeinanderfolgende Amtszeiten absolvierte.
| Name                       | Amtszeit    | Partei                | Lebensdaten                           |
| -------------------------- | ----------- | --------------------- | ------------------------------------- |
| William Few                | 1789–1793   | parteilos             | 8. Juni 1748 – 16. Juli 1828          |
| James Jackson              | 1793–1795   | parteilos             | 21. September 1757 – 19. März 1806    |
| George Walton              | 1795–1796   | Föderalist            | 1749 – 2. Februar 1804                |
| Josiah Tattnall Sr.        | 1796–1799   | Democratic Republican | 1762 – 6. Juni 1803                   |
| Abraham Baldwin            | 1799–1807   | Democratic Republican | 23. November 1754 – 4. März 1807      |
| George Jones               | 1807        | Democratic Republican | 25. Februar 1766 – 13. November 1838  |
| William Harris Crawford    | 1807–1813   | Democratic Republican | 24. Februar 1772 – 15. September 1834 |
| William Bellinger Bulloch  | 1813        | Democratic Republican | 1777 – 6. Mai 1852                    |
| William Wyatt Bibb         | 1813–1816   | Democratic Republican | 2. Oktober 1781 – 10. Juli 1820       |
| George Michael Troup       | 1816–1818   | Democratic Republican | 8. September 1780 – 26. April 1856    |
| John Forsyth               | 1818–1819   | Democratic Republican | 22. Oktober 1780 – 21. Oktober 1841   |
| Freeman Walker             | 1819–1821   | Democratic Republican | 25. Oktober 1780 – 23. September 1827 |
| Nicholas Ware              | 1821–1824   | Democratic Republican | 1769 – 7. September 1824              |
| Thomas Willis Cobb         | 1824–1828   | Democratic Republican | 1784 – 1. Februar 1830                |
| Oliver Hillhouse Prince    | 1828–1829   | Democratic Republican | 1787 – 9. Oktober 1837                |
| George Michael Troup       | 1829 – 1833 | Demokrat              | 8. September 1780 – 26. April 1856    |
| John Pendleton King        | 1833–1837   | Demokrat              | 3. April 1799 – 19. März 1888         |
| Wilson Lumpkin             | 1837–1841   | Demokrat              | 14. Januar 1783 – 28. Dezember 1870   |
| John MacPherson Berrien    | 1841–1852   | Whig                  | 23. August 1781 – 1. Januar 1856      |
| Robert Milledge Charlton   | 1852–1853   | Demokrat              | 18. Januar 1807 – 15. Januar 1854     |
| Robert Augustus Toombs     | 1853–1861   | Whig                  | 2. Juli 1810 – 15. Dezember 1885      |
| vakant                     |             |                       |                                       |
| Homer Virgil Milton Miller | 1871        | Demokrat              | 29. April 1814 – 31. Mai 1896         |
| Thomas Manson Norwood      | 1871–1877   | Demokrat              | 26. April 1830 – 19. Juni 1913        |
| Benjamin Harvey Hill       | 1877–1882   | Demokrat              | 14. September 1823 – 16. August 1882  |
| Middleton Pope Barrow      | 1882–1883   | Demokrat              | 1. August 1839 – 23. Dezember 1903    |
| Alfred Holt Colquitt       | 1883–1894   | Demokrat              | 20. April 1824 – 26. März 1894        |
| Patrick Walsh              | 1894–1895   | Demokrat              | 1. Januar 1840 – 19. März 1899        |
| Augustus Octavius Bacon    | 1895–1914   | Demokrat              | 20. Oktober 1839 – 14. Februar 1914   |
| William Stanley West       | 1914        | Demokrat              | 23. August 1849 – 22. Dezember 1914   |
| Thomas William Hardwick    | 1914–1919   | Demokrat              | 9. Dezember 1872 – 31. Januar 1944    |
| William Julius Harris      | 1919–1932   | Demokrat              | 3. Februar 1868 – 18. April 1932      |
| John Sanford Cohen         | 1932–1933   | Demokrat              | 26. Februar 1870 – 13. Mai 1935       |
| Richard Brevard Russell    | 1933–1971   | Demokrat              | 2. November 1897 – 21. Januar 1971    |
| David Henry Gambrell       | 1971–1972   | Demokrat              | 20. Dezember 1929 – 6. Mai 2021       |
| Samuel Augustus Nunn       | 1972–1997   | Demokrat              | * 8. September 1938                   |
| Joseph Maxwell Cleland     | 1997–2003   | Demokrat              | 24. August 1942 – 9. November 2021    |
| Clarence Saxby Chambliss   | 2003–2015   | Republikaner          | * 10. November 1943                   |
| David Alfred Perdue        | 2015–2021   | Republikaner          | * 10. Dezember 1949                   |
| Thomas Jonathan Ossoff     | seit 2021   | Demokrat              | * 16. Februar 1987                    |

## Klasse 3

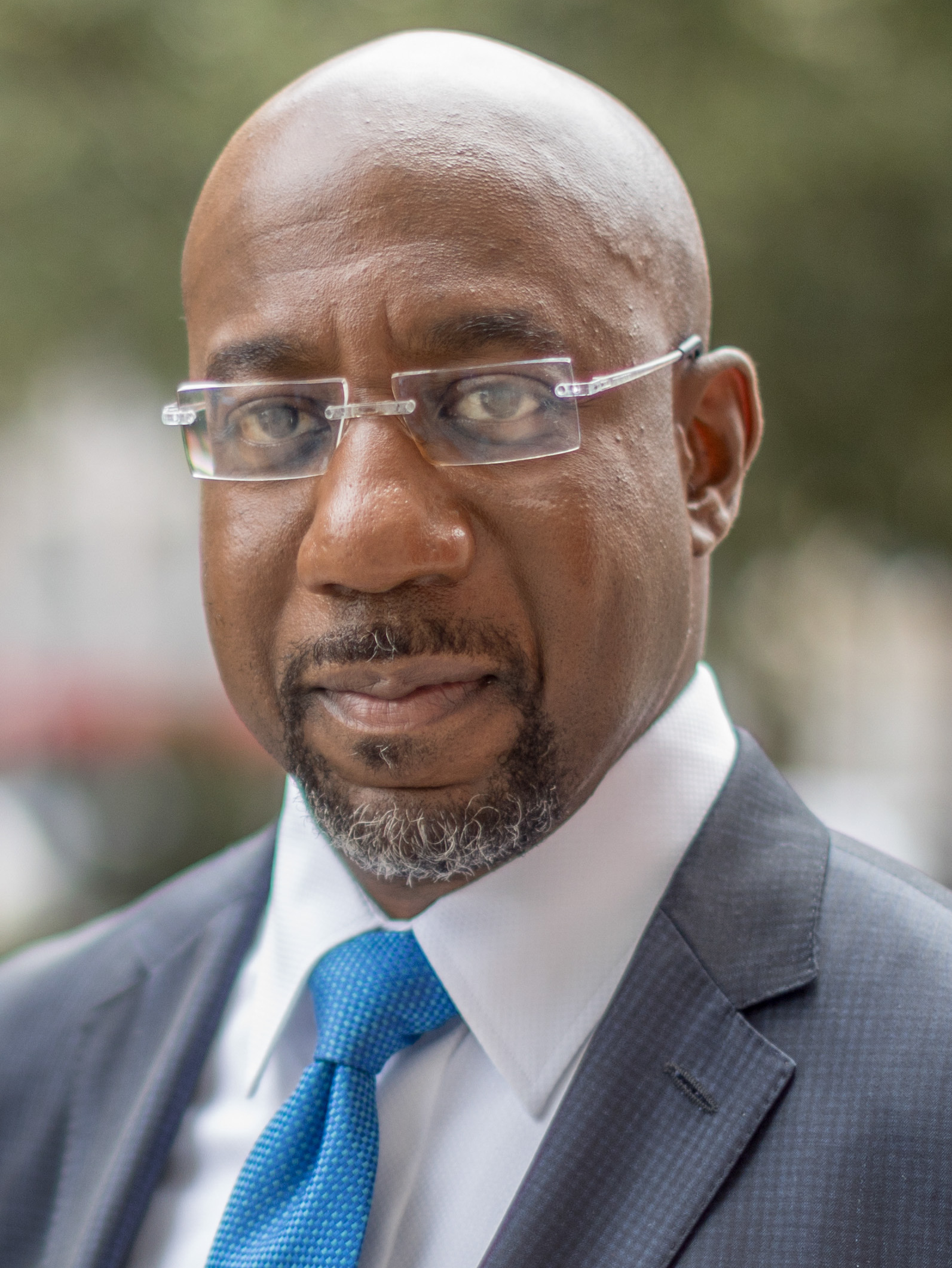
Raphael Warnock

Georgia stellte bis heute 29 Senatoren der class 3, von denen einer, John Brown Gordon, zwei nicht unmittelbar aufeinanderfolgende Amtszeiten absolvierte.
| Name                       | Amtszeit  | Partei                | Lebensdaten                            |
| -------------------------- | --------- | --------------------- | -------------------------------------- |
| James Gunn                 | 1789–1801 | Föderalist            | 13. März 1753 – 30. Juli 1801          |
| James Jackson              | 1801–1806 | Democratic Republican | 21. September 1757 – 19. März 1806     |
| John Milledge              | 1806–1809 | Democratic Republican | 1757 – 9. Februar 1818                 |
| Charles Tait               | 1809–1819 | Democratic Republican | 1. Februar 1768 – 7. Oktober 1835      |
| John Elliot                | 1819–1825 | Democratic Republican | 24. Oktober 1773 – 9. August 1827      |
| John MacPherson Berrien    | 1825–1829 | Democratic Republican | 23. August 1781 – 1. Januar 1856       |
| John Forsyth               | 1829–1834 | Demokrat              | 22. Oktober 1780 – 21. Oktober 1841    |
| Alfred Cuthbert            | 1835–1843 | Demokrat              | 23. Dezember 1785 – 9. Juli 1856       |
| Walter Terry Colquitt      | 1843–1848 | Demokrat              | 27. Dezember 1799 – 7. Mai 1855        |
| Herschel Vespasian Johnson | 1848–1849 | Demokrat              | 18. September 1812 – 16. August 1880   |
| William Crosby Dawson      | 1849–1855 | Whig                  | 4. Januar 1798 – 5. Mai 1856           |
| Alfred Iverson             | 1855–1861 | Demokrat              | 3. Dezember 1798 – 4. März 1873        |
| vakant                     |           |                       |                                        |
| Joshua Hill                | 1871–1873 | Republikaner          | 10. Januar 1812 – 6. März 1891         |
| John Brown Gordon          | 1873–1880 | Demokrat              | 6. Februar 1832 – 9. Januar 1904       |
| Joseph Emerson Brown       | 1880–1891 | Demokrat              | 15. April 1821 – 30. November 1894     |
| John Brown Gordon          | 1891–1897 | Demokrat              | 6. Februar 1832 – 9. Januar 1904       |
| Alexander Stephens Clay    | 1897–1910 | Demokrat              | 25. September 1853 – 13. November 1910 |
| Joseph Meriwether Terrell  | 1910–1911 | Demokrat              | 6. Juni 1861 – 17. November 1912       |
| Michael Hoke Smith         | 1911–1921 | Demokrat              | 2. September 1855 – 27. November 1931  |
| Thomas Edward Watson       | 1921–1922 | Demokrat              | 5. September 1856 – 26. September 1922 |
| Rebecca Ann Latimer Felton | 1922      | Demokrat              | 10. Juni 1835 – 24. Januar 1930        |
| Walter Franklin George     | 1922–1957 | Demokrat              | 29. Januar 1878 – 4. August 1957       |
| Herman Talmadge            | 1957–1981 | Demokrat              | 9. August 1913 – 21. März 2002         |
| Mack Francis Mattingly     | 1981–1987 | Republikaner          | * 7. Januar 1931                       |
| William Wyche Fowler Jr.   | 1987–1993 | Demokrat              | * 6. Oktober 1940                      |
| Paul Douglas Coverdell     | 1993–2000 | Republikaner          | 20. Januar 1939 – 18. Juli 2000        |
| Zell Bryan Miller          | 2000–2005 | Demokrat              | 24. Februar 1932 – 23. März 2018       |
| John Hardy Isakson         | 2005–2019 | Republikaner          | 28. Dezember 1944 – 19. Dezember 2021  |
| Kelly Lynn Loeffler        | 2020–2021 | Republikaner          | * 27. November 1970                    |
| Raphael Gamaliel Warnock   | seit 2021 | Demokrat              | * 23. Juli 1969                        |